# Dajmbeg Darel
Darel Lens Abot (engl. Darrell Lance Abott; Arlington, Teksas, 20. avgust 1966 — Kolumbus, Ohajo, 8. decembar 2004), poznatiji kao Dajmond Darel, Dajmbeg Darel ili jednostavno Dajm, bio je američki muzičar, najpoznatiji kao gitarista hevi metal benda Pantera. Smatra se jednim od najuticajnijih gitarista modernog hevi metala.

## Biografija
Dajmbeg je muzičku karijeru započeo 1981. godine kada je sa bratom Vini Polom osnovao bend Pantera. Ispočetka su svirali glem metal, a slavu su stekli albumom Cowboys from Hell, kojim su pokrenuli novi post-treš žanr - gruv metal. Dajmbeg je s Panterom snimio ukupno devet studijskih albuma do 2003. godine, kada se bend raspao. Nakon toga, ponovo je sa bratom osnovao novi bend Demidžplan, s kojim je prvi, a ujedno i poslednji album objavio u februaru 2004.
Darel je preminuo 8. decembra 2004, kada ga je, dok je sa Demidžplanom nastupao u Kolumbusu, upucao poludeli "obožavatelj" Nejtan Gejl koji je ubio još tri osobe, te ranio sedmoro. Darel je pokopan u svom rodnom gradu Arlingtonu, pored groba svoje majke i sa originalnom gitarom Edija Van Hejlena po kojoj je Edi postao poznat i u kovčegu grupe Kiss. Nakon njegove smrti, mnoge njegove kolege muzičari su mu posvetili svoje albume, ili su napisali pesme u sećanje na njega. Godine 2018.pored njegove majke i njega sahranjen je i njegov rođeni brat koji je te godine preminuo od posledica srčanog udara.

## Diskografija
Sa Panterom
- 1983 —
- 1984 —
- 1985 —
- 1988 —
- 1990 —
- 1992 —
- 1994 —
- 1996 —
- 1997 — Official Live: 101 Proof (album uživo)
- 2000 —
- 2003 — The Best of Pantera: Far Beyond the Great Southern Cowboys' Vulgar Hits (kompilacija)

Sa Demidžplanom
- 2004 —

Sa Rebel Mits Rebelom
- 2006 —{Rebel Meets Rebel}- (objavljeno posthumno)

## Spoljašnje veze
- Zvanična prezentacija Pantere
- Zvanična prezentacija Demidžplana
- Zvanična prezentacija Rebel Mits Rebela